# Райков, Анатолий Иванович
Анатолий Иванович Райков (1924—1994) — советский военный. Участник Великой Отечественной войны. Герой Советского Союза (1945). Гвардии майор.

## Биография
Анатолий Иванович Райков родился 10 апреля 1924 года в деревне Бутово Зубцовского уезда Тверской губернии РСФСР СССР (ныне территория Княжьегорского сельского поселения, Зубцовский район Тверской области Российской Федерации) в крестьянской семье. Русский. Окончил шесть классов неполной средней школы в соседней деревне Николо-Пустынь. Работал в колхозе. В 1940 году по решению комсомольской ячейки Анатолий Иванович был направлен на учёбу в Ленинград в школу фабрично-заводского обучения. С началом Великой Отечественной войны школа была закрыта, а учащиеся распущены по домам. А. И. Райков вернулся в родную деревню, которая в октябре 1941 года оказалась на оккупированной немецко-фашистскими войсками территории.
В январе 1942 года в ходе Ржевско-Вяземской операции часть Погорельского района Калининской области была освобождена советскими войсками. 3 марта 1942 года Анатолия Ивановича призвали в армию. Он прошёл курс молодого бойца, освоил воинскую специальность пулемётчика. В боях с немецко-фашистскими захватчиками красноармеец А. И. Райков с апреля 1942 года на Западном фронте. Боевое крещение принял в Битве за Ржев. В одном из первых боёв в районе Ржева 11 апреля 1942 года Анатолий Иванович был тяжело ранен и эвакуирован в госпиталь.
После выздоровления А. И. Райкова направили на учёбу в Камышинское танковое училище, которое он окончил в 1943 году. После стажировки в запасном танковом полку в апреле 1944 года младший лейтенант А. И. Райков получил назначение на 1-й Украинский фронт. В составе 51-й гвардейской и 1-й гвардейской танковых бригад Анатолий Иванович принимал участие в освобождении Правобережной Украины и Западной Украины (Проскуровско-Черновицкая и Львовско-Сандомирская операции). В боях был дважды ранен. К осени 1943 года гвардии младший лейтенант Райков оказался в составе 237-й танковой бригады 31-го танкового корпуса в должности командира танка 2-й танковой роты 3-го танкового батальона. Анатолий Иванович особо отличился во время Карпатско-Дуклинской фронтовой операции Восточно-Карпатского стратегического плана.

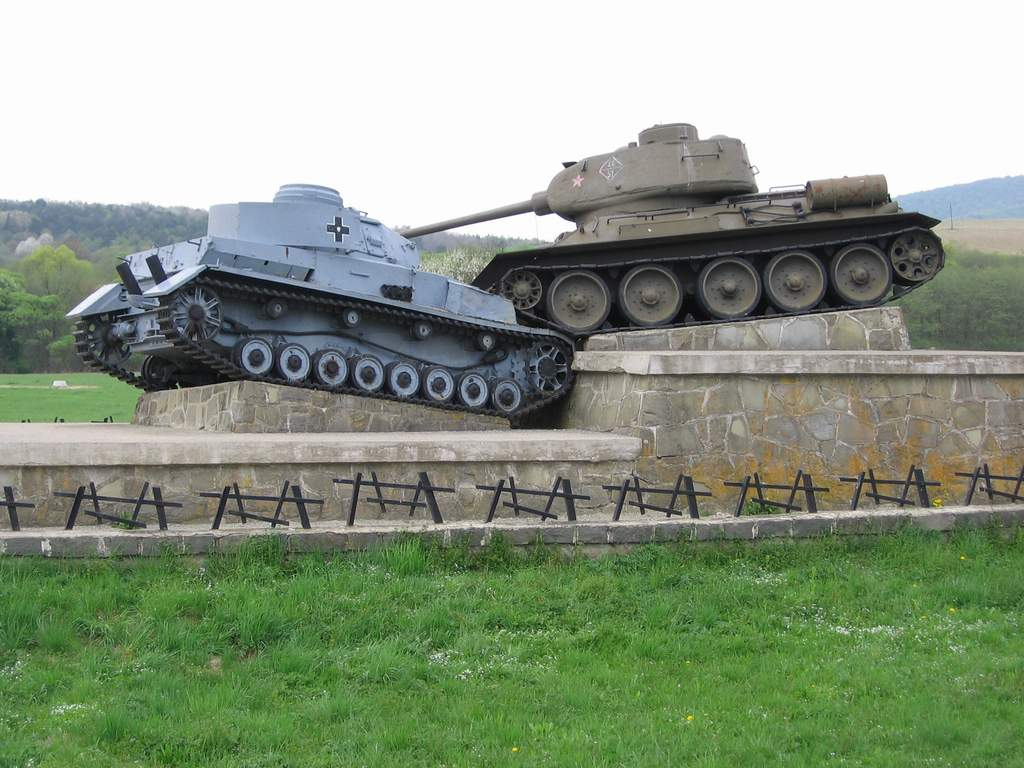
Памятник советским танкистам в Восточных Карпатах

29 августа 1944 года началось Словацкое национальное восстание. Чтобы помочь восставшим, командование 1-го Украинского фронта разработало фронтовую операцию, согласно которой ударная группировка фронта в составе 38-й армии и 1-го Чехословацкого армейского корпуса, усиленная 1-м гвардейским кавалерийским корпусом, 17-й артиллерийской дивизией прорыва, 25-м и 4-м гвардейским танковыми корпусами и подразделениями гвардейских миномётов, должна была прорваться через Восточные Карпаты и вступить на территорию Чехословакии. Наступление началось 8 сентября, но сразу столкнулась с ожесточённым сопротивлением противника, умело использовавшего преимущества обороны в горах. К тому же немцам удалось в короткие сроки перебросить в район проведения операции крупные резервы и изменить соотношение сил в свою пользу. В сложившихся условиях командование 1-го Украинского фронта вынуждено было усиливать свою группировку в Карпатах. 31-й танковый корпус был выведен с Сандомирского плацдарма и, совершив ускоренный марш, к вечеру 15 сентября сосредоточился в районе Кросно. Перед бригадой была поставлена задача, действуя совместно с 4-м гвардейским танковым корпусом, прорвать немецкую оборону восточнее Рыманува и выйти в тыл оборонявшихся перед фронтом 38-й армии немецких сил. Чтобы не дать возможности противнику вести прицельный артиллерийский огонь, танковую атаку было решено провести ночью.
В ночь на 18 сентября 1944 года советские танкисты стремительной атакой прорвали оборону немцев у населённого пункта Сенява (Sieniawa) и по узкому горному проходу устремились в прорыв. Т-34 гвардии младшего лейтенанта А. И. Райкова, являясь направляющим танком подразделения, шёл впереди колонны. Действуя огнём орудия, гусеницами, а кое-где и гранатами экипаж Райкова уничтожал вражеские заслоны и первым вышел к опорному пункту немцев селу Тарнавка (Tarnawka). Подняв в атаку залегшую пехоту, Райков на большой скорости ворвался в населённый пункт и смял вражескую оборону, тем самым обеспечив крупный тактический успех танковым корпусам. Проявив инициативу, он начал преследование бегущего врага и, не давая немцам закрепиться на новых рубежах, буквально на их плечах врывался в населённые пункты Вислочек (Wisłoczek), Крулек Польски (Królik Polski) и Крулек Волоски (Królik Wołoski). При атаке последнего населённого пункта танк Райкова подорвался на немецком фугасе. Командир танка вытащил из машины раненых членов экипажа и оказал им первую помощь. Тяжело раненого командира орудия Анатолий Иванович до медсанбата два километра нёс на плечах. По дороге танкисты наткнулись на немцев, которые попытались захватить их в плен, но Райков гранатами проложил путь себе и своим товарищам, уничтожив при этом до 30 немецких солдат. Добравшись до Крулека Польского, гвардии младший лейтенант А. И. Райков определил раненых членов экипажа в медсанбат, после чего занял место командира экипажа в другом танке и снова бросился в атаку. Преодолевая упорное сопротивление врага в тяжёлых условиях горно-лесистой местности, части 31-го танкового корпуса к исходу 20 сентября вышли к населённому пункту Поляны Суровичне (Polany Surowiczne), создав угрозу тылам дуклинской группировки противника и заставив её отступить. В ожесточённых боях в Карпатах за период с 18 по 22 сентября 1944 года гвардии младший лейтенант А. И. Райков уничтожил 2 вражеские самоходные артиллерийские установки, 2 полевых орудия, 6 пулемётных точек и свыше 120 солдат и офицеров вермахта. В дальнейшем танкисты 31-го танкового корпуса, поддерживаемые частями 211-й и 241-й стрелковых дивизий, сломили сопротивление врага и к вечеру 3 октября вышли в район Вышна Писана в 6 километрах юго-западнее Дуклинского перевала. 4 октября 1944 года советские войска овладели стратегически важным Дуклинским перевалом и создали условия для последующего освобождения территории Чехословакии. За образцовое выполнение боевых заданий командования на фронте борьбы с немецкими захватчиками и проявленные при этом отвагу и геройство указом Президиума Верховного Совета СССР от 10 апреля 1945 года гвардии младшему лейтенанту Райкову Анатолию Ивановичу было присвоено звание Героя Советского Союза.
В начале декабря 1944 года 31-й танковый корпус вернулся на Сандомирский плацдарм, с которого он 12 января 1945 года перешёл в наступление в полосе 5-й гвардейской армии. Гвардии младший лейтенант А. И. Райков вновь отличился во время Сандомирско-Силезской фронтовой операции, составной части Висло-Одерского стратегического плана. При прорыве сильно укреплённой и глубоко эшелонированной обороны противника в районе населённых пунктов Стопница (Stopnica) и Смогоржув (Smogorzów) Анатолий Иванович, умело маневрируя на поле боя, прорывался через оборонительные рубежи немцев, стремительными атаками с тыла врывался на позиции неприятеля и огнём орудия, пулемётов и гусеницами уничтожал его живую силу и огневые точки, обеспечивая тем самым успех штурмовых групп. Когда его батальон на подступах к селу Смогоржув наткнулся на минное поле, Райков вылез из танка и произвёл разведку, после чего первым провёл свой танк через заграждение противника, проложив тем самым путь другим машинам батальона. 15 января 1945 года Т-34 гвардии младшего лейтенанта А. И. Райкова первым ворвался в село Янув (Janów), решительными действиями парализовал оборону немцев и обратил их в бегство, после чего преследовал на протяжении 10 километров, не давая возможности закрепиться на новых рубежах. 17 января в составе своего подразделения Анатолий Иванович участвовал в освобождении города Ченстохова. 20 января 31-й танковый корпус был перенацелен на Силезский промышленный район и включён в состав 21-й армии. В ночь на 21 января части корпуса перешли довоенную польско-германскую границу и с боем взяли городок Гросс-Стрелитц. 26 января гвардии младший лейтенант Райков участвовал в штурме города Гинденбурга. В первых числах февраля 1944 года 237-я танковая бригада форсировала Одер в районе населённого пункта Коппен. В боях за расширение плацдарма Анатолий Иванович, умело маневрируя под огнём врага, одним из первых ворвался в опорный пункт немецкой обороны Розенталь. Не останавливаясь, он обходным манёвром вышел на западную окраину населённого пункта Лоссен и завязал бой с противником, тем самым обеспечив быстрое продвижение танков бригады. Всего за время Висло-Одерской операции и боёв за плацдарм на западном берегу реки Одер гвардии младший лейтенант А. И. Райков уничтожил 10 артиллерийских орудий, 16 пулемётных точек, 11 автомашин с войсками и грузами, 16 повозок с военным имуществом и до 95 вражеских солдат и офицеров.
С 8 февраля 1945 года 31-й танковый корпус принимал участие в операции по окружению бреславской группировки противника, после чего был выведен в резерв фронта, где находился до середины марта 1945 года. В ходе начавшейся 15 марта Верхне-Силезской операции корпус действовал в составе южной ударной группы в полосе. При прорыве обороны противника северо-западнее Ратибора в тяжёлых условиях весенней распутицы танк гвардии младшего лейтенанта А. И. Райкова умело маневрировал на поле боя и нанёс противнику большой урон. При этом экипаж Райкова во время боя под огнём противника вытащил два застрявших в грязи советских танка. В период с 15 по 18 марта Анатолий Иванович, находясь вне танка, несколько раз выполнял задания командования по разведке минных полей противника. В результате тяжелейших боёв, в которых 31-й танковый корпус потерял треть своих танков, советские войска прорвали оборону немцев. 28 марта 1945 года 237-я танковая бригада завершила охват ратиборской группировки противника. В боях у деревни Миттих гвардии младший лейтенант А. И. Райков одним своим танком отразил две контратаки неприятеля, уничтожив самоходную артиллерийскую установку и до 30 немецких солдат. На подступах к населённому пункту Крановитц противник пытался остановить продвижение бригады, бросив в бой большое количество пехоты, вооружённой фаустпатронами, и самоходную артиллерию. Гвардии младший лейтенант Райков, находившийся в головной походной колонне, организовал группу автоматчиков и отразил нападение врага. В последние два дня марта 1945 года Анатолий Иванович в составе своего подразделения участвовал в штурме Ратибора. 31 марта последний крупный промышленный центр Верхней Силезии был взят. Овладев Ратибором, войска 60-й армии, в состав которой влился 31-й танковый корпус, вплотную подошли к границе Чехословакии. Всего за время операции гвардии младший лейтенант А. И. Райков уничтожил 1 вражеский танк, 2 САУ, 3 бронетранспортёра, 6 артиллерийских орудий, 11 пулемётов, 5 автомашин с боеприпасами и около 80 солдат и офицеров неприятеля. К середине апреля 1945 года Анатолию Ивановичу было присвоено звание гвардии лейтенанта.
6 апреля 1945 года 31-й танковый корпус в составе 60-й армии был передан 4-му Украинскому фронту. С 15 апреля и до конца Великой Отечественной войны его подразделения сражались на территории Чехословакии. В ходе Моравско-Остравской операции гвардии лейтенант А. И. Райков участвовал в прорыве оборонительных рубежей противника под Кобершице и Краварже, форсировал реку Опаву восточнее одноимённого города и сражался за плацдарм на её левом берегу. Был ранен и контужен, но быстро вернулся в строй. С удержанных на Опаве позиций корпус стремительным ударом к 5 мая 1945 года вышел к Штернберку, глубоко вклинившись в немецкую оборону. В последние дни войны Анатолий Иванович в составе своего подразделения участвовал в Пражской операции. Боевой путь он завершил 11 мая недалеко от города Усти-над-Орлици. 24 июня 1945 года гвардии лейтенант А. И. Райков в составе сводной колонны 4-го Украинского фронта принимал участие в Параде Победы на Красной площади в Москве.
После войны А. И. Райков продолжил службу в армии. Служил в танковой части в Прибалтийском военном округе. Однажды во время учений Анатолий Иванович сильно травмировался. Ему сделали сложную операцию на лёгком, а после выписки из госпиталя перевели в Одессу, где он продолжил службу в городском военкомате. С 1964 года гвардии майор А. И. Райков в запасе. Жил в Одессе, работал в таможне Одесского морского порта. Умер Анатолий Иванович от инфаркта миокарда 3 ноября 1994 года. Похоронен в Одессе.

## Награды
- Медаль «Золотая Звезда» (10.04.1945);
- орден Ленина (10.04.1945);
- орден Красного Знамени (22.02.1945);
- два ордена Отечественной войны 1-й степени (09.02.1945; 11.03.1985);
- два ордена Отечественной войны 2-й степени (19.02.1945; 18.06.1945);
- два ордена Красной Звезды (29.04.1945; 24.05.1945);
- медали.

## Память
- Мемориальная доска в честь Героя Советского Союза А. И. Райкова установлена на здании МУ Княжьегорская средняя школа в селе Княжьи Горы Зубцовского района Тверской области.

## Документы
- Общедоступный электронный банк документов «Подвиг Народа в Великой Отечественной войне 1941—1945 гг.» Дата обращения: 10 октября 2013. Архивировано из оригинала 11 мая 2017 года.

Представление к званию Героя Советского Союза и указ ПВС СССР о присвоении звания.
Орден Красного Знамени (наградной лист и приказ о награждении).
Орден Отечественной войны 1-й степени (наградной лист и приказ о награждении от 09.02.1945).
Орден Отечественной войны 1-й степени (информация из карточки награждённого к 40-летию Победы).
Орден Отечественной войны 2-й степени (наградной лист и приказ о награждении от 19.02.1945).
Орден Отечественной войны 2-й степени (наградной лист и приказ о награждении от 18.06.1945).
Орден Красной Звезды (наградной лист и приказ о награждении от 29.04.1945).
Орден Красной Звезды (наградной лист и приказ о награждении от 24.05.1945).